# Georg Friedrich von Müller

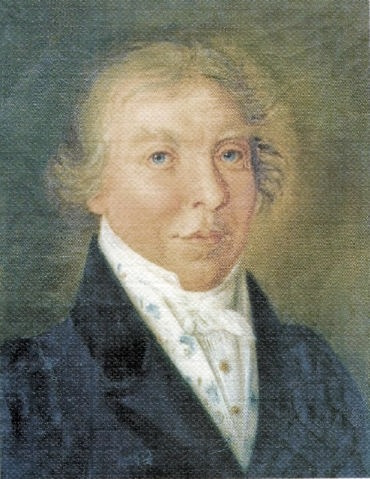
Georg Friedrich von Müller

Georg Friedrich Ritter von Müller (* 1760 in Regensburg; † 28. Mai 1843 ebenda) war der Sohn eines Regensburger Handwerkers, der nach guter Schulbildung eine steile Karriere in der Verwaltung des fürstlichen Hauses Thurn und Taxis machte und dort eine gut bezahlte Position einnahm. Nach kinderloser Ehe kam er durch eine Erbschaft im Nordwesten von Regensburg zu Grundbesitz. Das Gelände wurde  mit einem Palais bebaut und mit einer Parkanlage aufgewertet. Gegen Ende seines Lebens verfügte Müller die Gründung einer Stiftung zur Errichtung und zum Betrieb einer höheren Lehranstalt für die weibliche Jugend von Regensburg.

## Berufliche Karriere
Georg Friedrich Ritter von Müller wurde 1760 als Sohn eines protestantischen Wagnermeisters in Regensburg geboren. Er besuchte das damalige städtische Gymnasium poeticum, eine der beiden ersten Vorläuferschulen des heutigen Albertus-Magnus-Gymnasiums. Im Alter von 20 Jahren erhielt er nach 1780 eine Ausbildung bei der Fürstlich Thurn und Taxischen Hofkanzlei in Regensburg. Nach drei Jahren war er zunächst in der Kanzlei des Fürst-Thurn und Taxischen Generalpostdirektors Alexander Freiherr von Vrints-Berberich in Frankfurt tätig und setzte seine Tätigkeit dann im Hofmarschallamt in Regensburg fort. Dort war er als Leiter des Aktuariats für die finanziellen Absicherungen des fürstlichen Hauses verantwortlich.
Nach seinem Aufstieg in der Verwaltung des fürstlichen Hauses Thurn und Taxis wurde Müller zum „Rat“ ernannt und war dann in der Generalpostdirektion tätig. Zum Abschluss seiner Karriere erfolgte die Ernennung zum Direktor des Fürstlichen Finanz- und Rechnungsbüros mit dem Titel „Wirklicher Geheimer Hofrat“. In dieser Funktion als hoher Beamter war Müller auch im diplomatischen Dienst des fürstlichen Hauses Thurn und Taxis tätig und wurde 1815 zum „Ritter des königlich-bayerischen Zivildienstordens“ ernannt. Vier Jahre später wurde sein gesellschaftlicher Aufstieg 1819 mit der Ernennung zum „Ritter des  königlich-preußischen Roten-Adlerordens“ sowie der Erhebung in den Adelsstand abgeschlossen.

## Private Aktivitäten

### Grunderwerb und Baumaßnahmen
Seit 1787 war Müller mit Catharina Margarethe Kern verheiratet. Nach dem Tod seiner Schwiegermutter kam er in den Besitz von vier Grundstücken im äußersten Nordwesten der Stadt zwischen den heutigen Straßen Am Prebrunntor und Hundsumkehr.
Weil der damals in Regensburg regierende neue Landesherr Fürstbischof Karl Theodor von Dalberg sehr am wirtschaftlichen Aufschwung der Stadt interessiert war, konnte Müller von ihm noch weitere Grundstücke des angrenzenden ehemaligen Zwingergeländes erwerben. Dort in unmittelbarer Nachbarschaft des heutigen Herzogsparks gab es damals noch marode Reste, Mauern und Gräben der ehemals dort verlaufenden Stadtbefestigungsanlagen. Müller konnte vom neuen Landesherrn und anderen dortigen Grundeigentümern noch weitere Grundstücke günstig erwerben, darunter auch die im Dreißigjährigen Krieg zunächst zerstörten, aber in den folgenden Jahrzehnten stark vergrößert wieder neu errichteten Anlagen der heutigen Prebrunnbastei. Nachdem Müller mehrere Miterben abgefunden hatte, ließ er auf dem ererbten bzw. erworbenen Areal ein Gebäude erbauen, das später als Württembergisches Palais bezeichnet wurde, in dem heute das Naturkundemuseum Ostbayern untergebracht ist. Das Gelände im Umfeld der Prebrunnbastei wurde zu einer Gartenanlage umgestaltet, aus der später der heutige Herzogspark hervorging.

### Lebensende als Stifter
Einige Jahre lang konnte sich Müller an den von ihm initiierten Bauten und Gartenanlagen erfreuen. Seine Ehe blieb kinderlos und gegen Ende seines Lebens, nur ein Jahr vor seinem Tod verfügte er im Juni 1842 die Errichtung einer Stiftung von 12.000 Gulden zum Betrieb einer höheren Lehranstalt für die weibliche Jugend aller Konfessionen in Regensburg. Zunächst wurde diese Lehranstalt als „Von-Müllersche Töchterschule“ bezeichnet, später nannte man die Einrichtung „städtisches Mädchenlyzeum“.
Die Von-Müllerische-Töchterschule konnte im ehemaligen Kanonikalhof, Drei-Kronen-Gasse Nr. 2, untergebracht werden. Das Gebäude war 1839 von der Stadt gekauft worden und wurde zunächst als katholische Knabenschule der Unteren Stadt genutzt. Nach Fertigstellung der Klarenangerschule auf dem heutigen Dachauplatz konnte die Knabenschule 1871 umziehen, so dass die Müllerische-Töchterschule noch im gleichen Jahr mit sechs Schulklassen dort ihren Betrieb aufnehmen konnte.
Unterrichtsfächer waren neben Religionskunde die Sprachen Deutsch, Französisch und Englisch, aber auch Rechnen, Geographie und Geschichte sowie Zeichnen, Handarbeit und Leibesübungen. Die Mehrzahl der Schülerinnen war zunächst protestantisch, ca. 20 % waren jüdisch. Zunächst waren nur wenige Schülerinnen katholisch, jedoch stieg die Zahl der katholischen Schülerinnen bald auf über 50 % an.
Im September 1903 bezog die Höhere-Töchter-Schule einen Neubau am Petersweg beim Jesuitenplatz und wurde als „Städtische, von Müllersche Töchterschule“ mit zusätzlich vier Vorschulklassen in städtischer Verwaltung geführt.
Das neue Schulgebäude war in Zusammenarbeit mit Stadtbaurat Adolf Schmetzer von Paul Bonatz als ein zweiflügeliges Schulgebäude in Jugendstilformen entworfen worden. Heute  gilt das Gebäude als das bedeutendste Jugendstilgebäude in Regensburg. Besonders stark ausgeprägt ist der Jugendstil im 3. Obergeschoss der Ostfassade, wo Mädchenfiguren beim Lernen und beim Turnen dargestellt werden. Noch deutlicher ist der Jugendstil im Treppenhaus ausgeprägt, wo der feingliedrige Stuck der Handläufe, ausgebildet aus Blättern, Stängeln und Blüten von Disteln im 3. OG besonders stark vertreten ist. Auch die Gitter des Treppengeländers sind den verschlungenen Formen der Stuckierung angepasst.
Nach 1918 war die Schule nicht nur für „höhere Töchter“ zugänglich, sondern für Töchter aus allen Schichten der Bevölkerung. Nach dem Zweiten Weltkrieg existierte die Schule unter dem alten Namen zunächst am bisherigen Standort weiter, wechselte nach 1970 den Standort in den Stadtteil Großprüfening-Dechbetten-Königswiesen und wird seit 1979 als koedukatives Gymnasium unter dem angepassten alten Namen „Von-Müller-Gymnasium“ weitergeführt.

## Ehrungen
Neben dem heutigen Von Müller-Gymnasium ist die Müllerstraße auf der Donauinsel Oberer Wöhrd nach dem Schulgründer benannt. Die Müllerstraße verlängert die Badstraße nach Osten in Richtung Steinerne Brücke.